# Junior-VM i orientering 2013
Junior-VM i orientering 2013 var den 24. udgave af juniorverdensmesterskabet i orientering. Det blev afviklet fra den 30. juni-7. juli 2013 i området omkring byen Hradec Králové i Tjekkiet.